# الحدادية (الحديدة)

تعديل مصدري - تعديل

الحدادية هي إحدى قرى مديرية المغلاف، التابعة لمحافظة الحديدة اليمنية، بلغ تعداد سكانها 5469 نسمة حسب الإحصاء الذي أجري عام 2004.
تتميز قرية الحدادية بطابعها الريفي وتنتشر بها المزارع وتربية المواشي بكثرة